# Фултондејл (Алабама)
Фултондејл (енгл. Fultondale) град је у америчкој савезној држави Алабама. По попису становништва из 2010. у њему је живело 8.380 становника.

## Демографија
Према попису становништва из 2010. у граду је живело 8.380 становника, што је 1.785 (27,1%) становника више него 2000. године.
| Група             | 2000.         | 2010.         |
| Белци             | 6.003 (91,0%) | 5.833 (69,6%) |
| Афроамериканци    | 352 (5,3%)    | 1.391 (16,6%) |
| Азијати           | 25 (0,4%)     | 83 (1,0%)     |
| Хиспаноамериканци | 105 (1,6%)    | 909 (10,8%)   |
| Укупно            | 6.595         | 8.380         |